# Беневиц
Беневиц (њем. Bennewitz) општина је у њемачкој савезној држави Саксонија. Једно је од 41 општинског средишта округа Лајпциг. Према процјени из 2010. у општини је живјело 5.224 становника. Посједује регионалну шифру (AGS) 14729030.

## Географски и демографски подаци
Беневиц се налази у савезној држави Саксонија у округу Лајпциг. Општина се налази на надморској висини од 117 метара. Површина општине износи 46,7 km². У самом мјесту је, према процјени из 2010. године, живјело 5.224 становника. Просјечна густина становништва износи 112 становника/km².